# Guy Hendrix Dyas
Guy Hendrix Dyas (né le 20 août 1968) est un concepteur britannique de décors pour le cinéma.

## Filmographie
- 2003 : X-Men 2 de Bryan Singer
- 2005 : Les Frères Grimm de Terry Gilliam
- 2006 : Superman Returns de Bryan Singer
- 2007 : Elizabeth : L'Âge d'or de Shekhar Kapur
- 2008 : Indiana Jones et le Royaume du crâne de cristal de Steven Spielberg
- 2009 : Agora d'Alejandro Amenábar
- 2010 : Inception de Christopher Nolan
- 2015 : Hacker de Michael Mann
- 2016 : Passengers de Morten Tyldum
- 2018 : Casse-Noisette et les Quatre Royaumes (The Nutcracker and the Four Realms) de Lasse Hallström et Joe Johnston
- 2026 : Masters of the Universe de Travis Knight

## Distinctions
Il reçoit un Art Directors Guild Award pour Superman Returns, Elizabeth : L'Âge d'or et Indiana Jones et le Royaume du crâne de cristal, soit trois consécutifs. Il en remporte un quatrième pour son travail sur Inception. En 2007, il est nommé aux BAFTA Awards. Il est le premier designer britannique à remporter le prix Goya, pour Agora de Alejandro Amenábar. Quatre années de suite, il a figuré dans la liste du Sunday Times des meilleurs britanniques à Hollywood.